# Копилов Іван Михейович
Іван Михейович Копилов (рос. Иван Михеевич Копылов; 15 жовтня 1928, Кемеровська область — 29 липня 2000, Санкт-Петербург) — радянський російський астроном, доктор фізико-математичних наук (1967).

## Життєпис
Родився в селі Ускат (нині Кемеровська область). У 1950 закінчив Ленінградський університет. У 1950—1966 працював в Кримській астрофізичній обсерваторії АН СРСР, з 1966 — у Спеціальній астрофізичній обсерваторії АН СРСР (у 1966—1985 — директор).
Наукові праці відносяться до фізики і еволюції зірок, астрономічного приладобудування. У 1952—1954 визначив спектральні класи та величини зірок у вибраних ділянках Чумацького Шляху, абсолютні інтегральні величини 300 галактичних скупчень, оцінив число O-скупчень у Галактиці і розглянув їхній зв'язок з O-асоціаціями, досліджував проблему кінематичної нестійкості O-асоціацій. На основі вимірювання еквівалентних ширин ліній поглинання у великої кількості зірок ранніх спектральних класів у 1956—1960 розробив систему двовимірної кількісної спектральної класифікації для зірок O5-F2 і провів детальне дослідження тонкої структури діаграми спектр — абсолютна величина.
Спільно з О. О. Боярчуком склав зведений каталог швидкостей обертання 2362 зірок, в 1959 вивчив розподіл зірок за величинами швидкостей, а також швидкостей обертання для різних груп пекулярних зірок, обговорив отримані залежності з точки зору сучасних уявлень про еволюцію зірок. Виконав великий ряд спектральних, статистичних і еволюційних досліджень нестаціонарних зірок (типів Be, β Великого Пса, новоподібних, нових і повторних нових зірок, цефеїд). Розглянув просторовий розподіл гарячих зірок, нових і найновіших зірок, довгоперіодичних цефеїд, планетарних туманностей, визначив параметри галактичних підсистем, в які входять зірки цих типів. У 1962—1967 на основі детального кількісного аналізу спектрів гарячих зірок визначив хімічний склад атмосфер, їхні фізичні характеристики (ефективні температури, маси, радіуси тощо), дав еволюційну інтерпретацію діаграми спектр — світність для гарячих зірок, визначив параметри лінії нульового віку. Розвинув і удосконалив метод визначення електронних густин в атмосферах гарячих зірок. Виконав цикл робіт з детального спектрального дослідження магнітних і металевих зірок (1969—1976), оптичних компонентів рентгенівських джерел (1980—1981). Займався питаннями створення, дослідження і застосування астрономічної техніки (телескопи, спектрограф).
Іменем Копилова названа мала планета (9932 Копилов), відкрита М. С. Черних 23 серпня 1985 у Кримській астрофізичній обсерваторії.